# Hattencourt
Pour les articles ayant des titres homophones, voir Attencourt et Attancourt.
Hattencourt est une commune française située dans le département de la Somme, en région Hauts-de-France.

## Géographie

### Hydrographie
La commune est située dans le bassin Artois-Picardie. Elle n'est drainée par aucun cours d'eau.

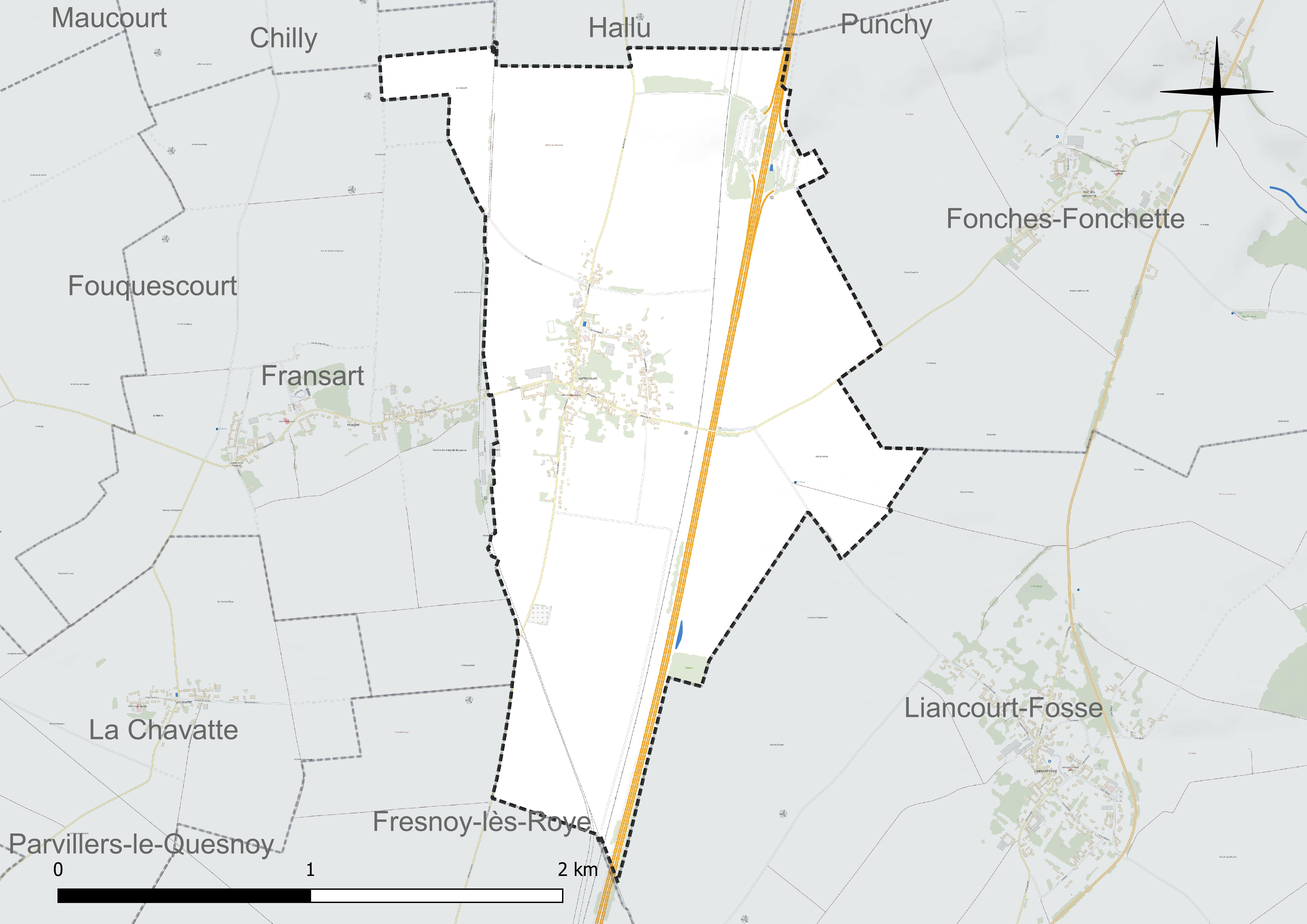
Réseau hydrographique d'Hattencourt.

### Climat
Pour des articles plus généraux, voir Climat des Hauts-de-France et Climat de la Somme.
En 2010, le climat de la commune est de type climat océanique dégradé des plaines du Centre et du Nord, selon une étude du CNRS s'appuyant sur une série de données couvrant la période 1971-2000. En 2020, Météo-France publie une typologie des climats de la France métropolitaine dans laquelle la commune est exposée à un climat océanique et est dans la région climatique Nord-est du bassin Parisien, caractérisée par un ensoleillement médiocre, une pluviométrie moyenne régulièrement répartie au cours de l'année et un hiver froid (3 °C).
Pour la période 1971-2000, la température annuelle moyenne est de 10,3 °C, avec une amplitude thermique annuelle de 14,6 °C. Le cumul annuel moyen de précipitations est de 725 mm, avec 11,4 jours de précipitations en janvier et 8,7 jours en juillet. Pour la période 1991-2020, la température moyenne annuelle observée sur la station météorologique la plus proche, située sur la commune de Rouvroy-en-Santerre à 6 km à vol d'oiseau, est de 10,8 °C et le cumul annuel moyen de précipitations est de 635,8 mm,. Pour l'avenir, les paramètres climatiques de la commune estimés pour 2050 selon différents scénarios d'émission de gaz à effet de serre sont consultables sur un site dédié publié par Météo-France en novembre 2022.

## Urbanisme

### Typologie
Au 1er janvier 2024, Hattencourt est catégorisée commune rurale à habitat dispersé, selon la nouvelle grille communale de densité à sept niveaux définie par l'Insee en 2022.
Elle est située hors unité urbaine. Par ailleurs la commune fait partie de l'aire d'attraction de Roye, dont elle est une commune de la couronne,. Cette aire, qui regroupe 35 communes, est catégorisée dans les aires de moins de 50 000 habitants,.

### Occupation des sols
L'occupation des sols de la commune, telle qu'elle ressort de la base de données européenne d'occupation biophysique des sols Corine Land Cover (CLC), est marquée par l'importance des territoires agricoles (82,7 % en 2018), en diminution par rapport à 1990 (91,2 %). La répartition détaillée en 2018 est la suivante : 
terres arables (82,7 %), zones urbanisées (8,8 %), zones industrielles ou commerciales et réseaux de communication (8,5 %). L'évolution de l'occupation des sols de la commune et de ses infrastructures peut être observée sur les différentes représentations cartographiques du territoire : la carte de Cassini (XVIIIe siècle), la carte d'état-major (1820-1866) et les cartes ou photos aériennes de l'IGN pour la période actuelle (1950 à aujourd'hui).

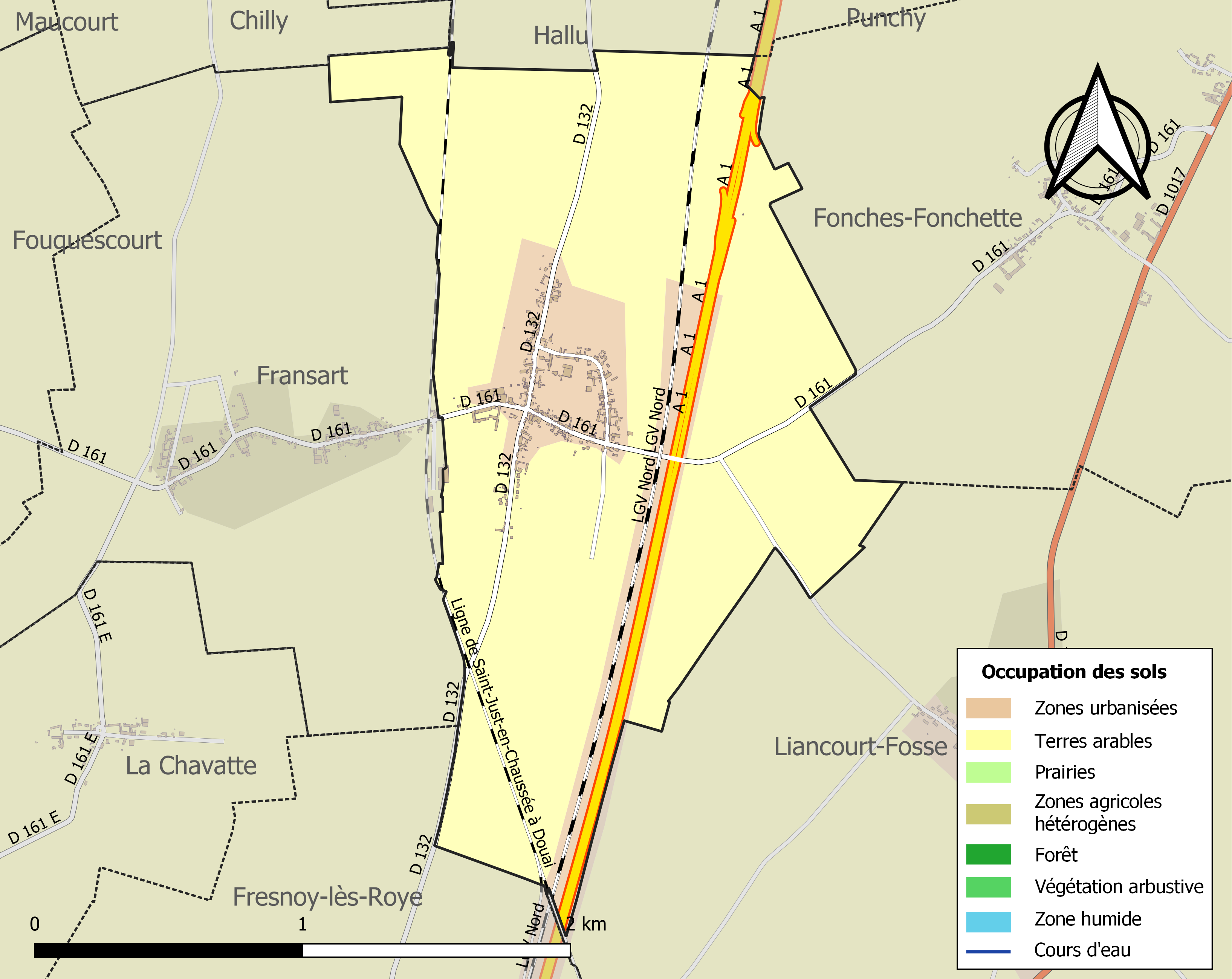
Carte des infrastructures et de l'occupation des sols de la commune en 2018 (CLC).

### Voies de communication et transports
La localité est desservie par les autocars du réseau inter-urbain Trans'80, Hauts-de-France (ligne no 44, Montdidier - Chaulnes - Péronne - Roisel).

## Toponymie
Le nom de la localité est attesté sous les formes Hatencourt en 1301 ; Hattencourt en 1567 ; Hamencourt en 1648 ; Attencourt en 1695 ; Athencourt en 1696.

## Histoire
Le village est cité à partir du XIVe siècle.
Il a été dévasté par les troupes de Turenne en 1636.
Entièrement détruit pendant la Première Guerre mondiale (sa sucrerie fut alors rasée), il fut par la suite reconstruit.
Comme de très nombreuses petites localités rurales, Hattencourt a vu ces derniers temps ses commerces disparaître. Avant cette implantation des supermarchés, le village « vivait » par une activité commerciale et comptait boulangerie, charcuterie, épicerie.

## Politique et administration
| Période                                  | Période                      | Identité          | Étiquette | Qualité                                             |
| ---------------------------------------- | ---------------------------- | ----------------- | --------- | --------------------------------------------------- |
|                                          | en cours en 1793             | François Topart   |           | membre du conseil général de la commune             |
|                                          | en cours en l'an IV et 1809  | François Bourdon  |           |                                                     |
|                                          | en cours en 1871 et 1900     | Alfred Lejeune    |           |                                                     |
| Les données manquantes sont à compléter. |                              |                   |           |                                                     |
| avant 1988                               | juillet 2020                 | M. Jackie Lecoq   |           | Vice-président de la CC du Grand Roye (2017 → 2020) |
| juillet 2020                             | En cours (au 7 février 2021) | Sébastien Rubigny |           |                                                     |

## Démographie
L'évolution du nombre d'habitants est connue à travers les recensements de la population effectués dans la commune depuis 1793. Pour les communes de moins de 10 000 habitants, une enquête de recensement portant sur toute la population est réalisée tous les cinq ans, les populations de référence des années intermédiaires étant quant à elles estimées par interpolation ou extrapolation. Pour la commune, le premier recensement exhaustif entrant dans le cadre du nouveau dispositif a été réalisé en 2008.

En 2022, la commune comptait 300 habitants, en évolution de +3,81 % par rapport à 2016 (Somme : −1,26 %, France hors Mayotte : +2,11 %).
| 1793 | 1800 | 1806 | 1821 | 1831 | 1836 | 1841 | 1846 | 1851 |
| ---- | ---- | ---- | ---- | ---- | ---- | ---- | ---- | ---- |
| 497  | 437  | 508  | 530  | 555  | 515  | 518  | 501  | 483  |

| 1856 | 1861 | 1866 | 1872 | 1876 | 1881 | 1886 | 1891 | 1896 |
| ---- | ---- | ---- | ---- | ---- | ---- | ---- | ---- | ---- |
| 461  | 477  | 444  | 390  | 431  | 426  | 388  | 373  | 366  |

| 1901 | 1906 | 1911 | 1921 | 1926 | 1931 | 1936 | 1946 | 1954 |
| ---- | ---- | ---- | ---- | ---- | ---- | ---- | ---- | ---- |
| 365  | 363  | 365  | 255  | 338  | 317  | 311  | 311  | 330  |

| 1962 | 1968 | 1975 | 1982 | 1990 | 1999 | 2006 | 2008 | 2013 |
| ---- | ---- | ---- | ---- | ---- | ---- | ---- | ---- | ---- |
| 327  | 263  | 241  | 242  | 224  | 237  | 244  | 246  | 284  |

| 2018 | 2022 | - | - | - | - | - | - | - |
| ---- | ---- | - | - | - | - | - | - | - |
| 292  | 300  | - | - | - | - | - | - | - |

## Culture locale et patrimoine

### Lieux et monuments
- Cimetière militaire.
- Église Saint-Médard.
- Nécropole nationale d'Hattencourt.

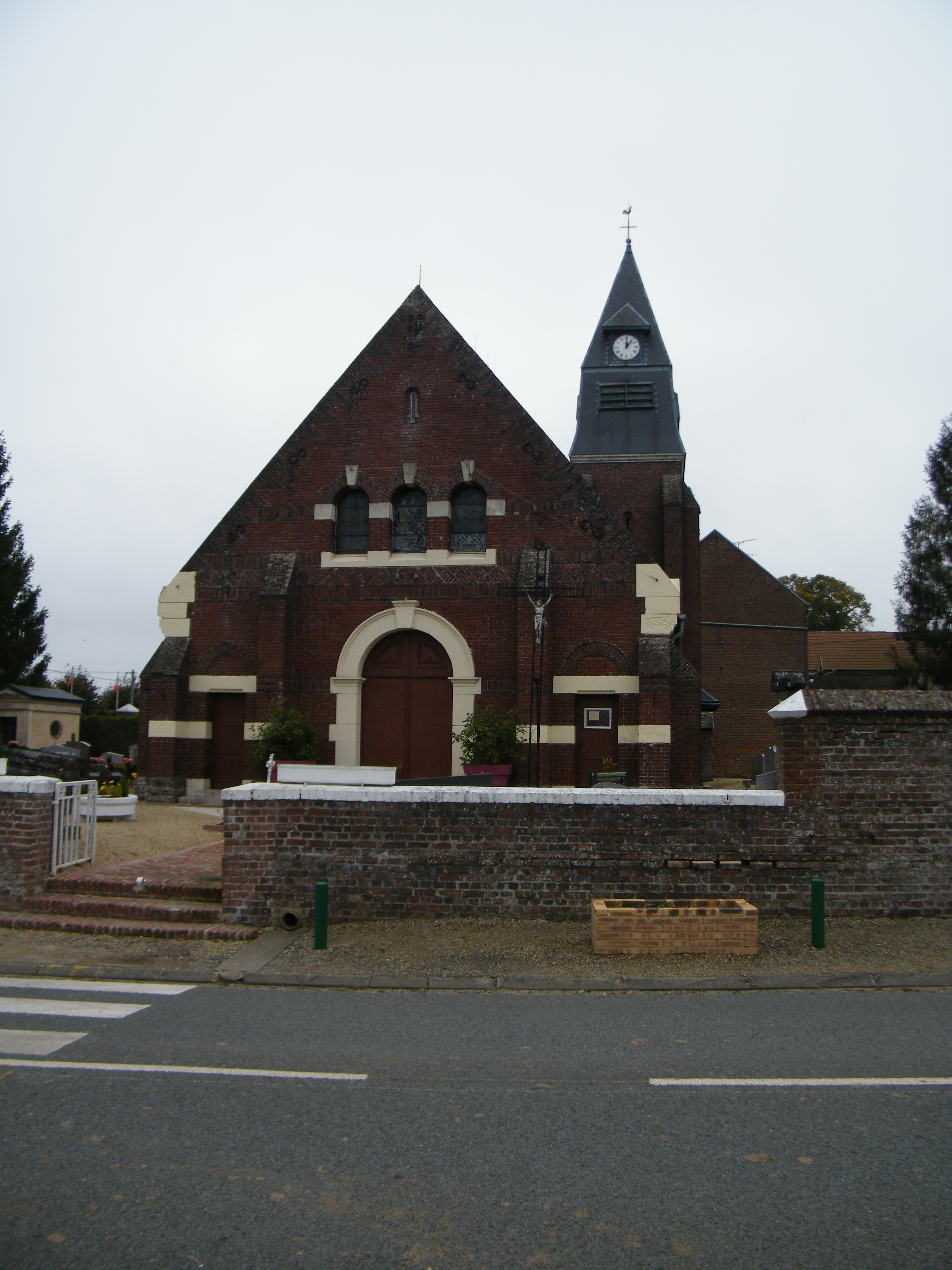
Saint-Médard.
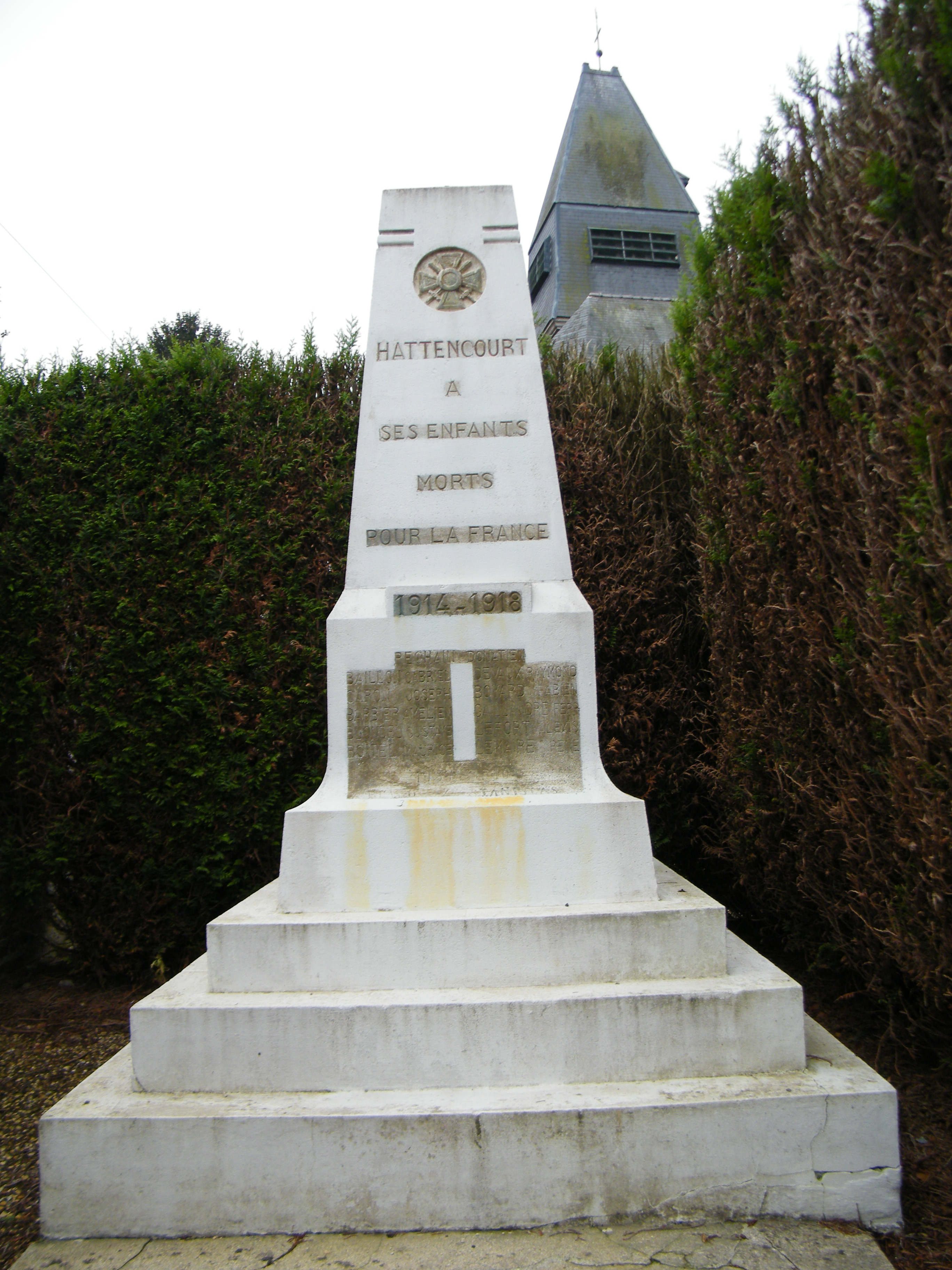
Monument.
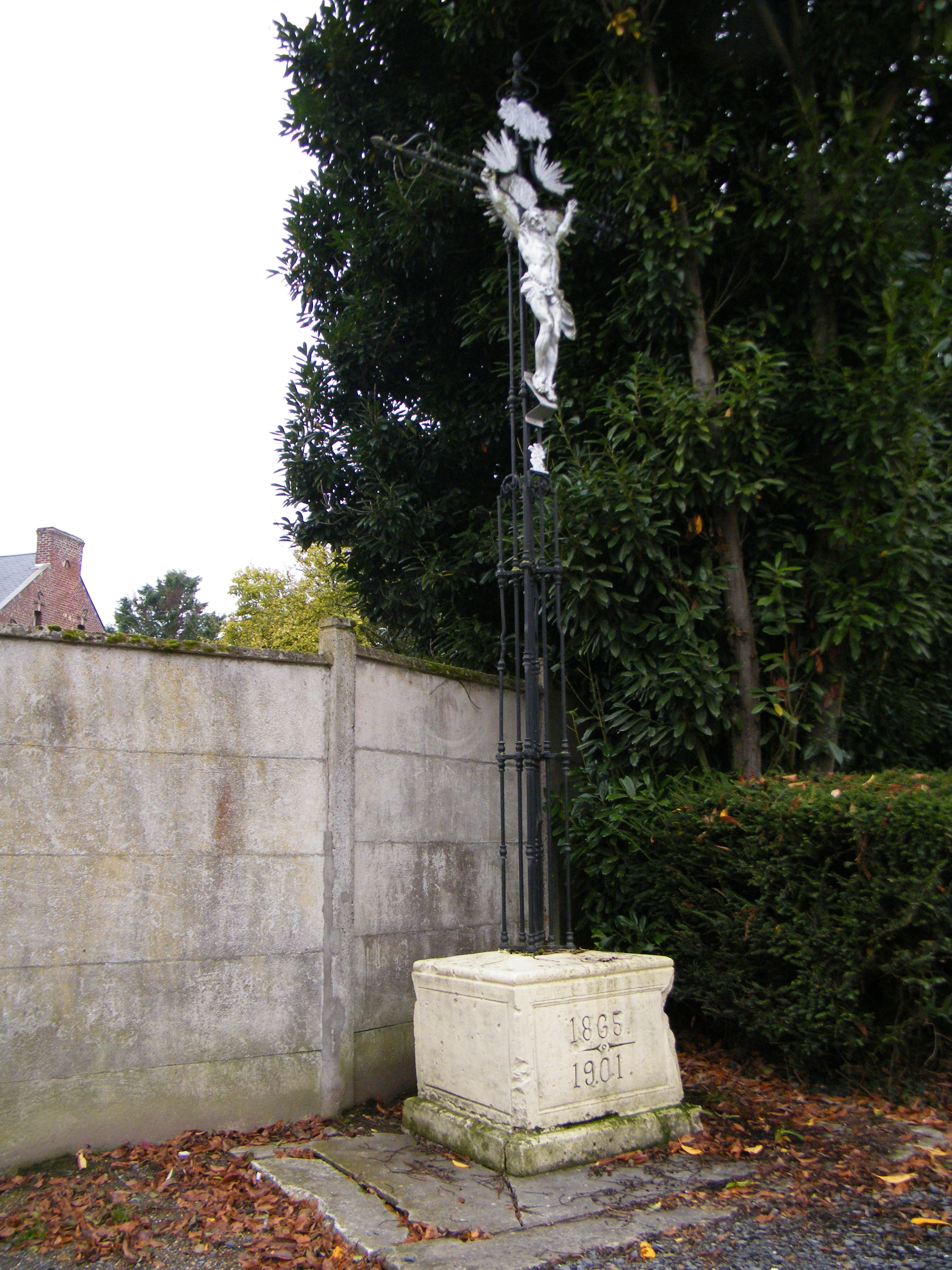
Croix de mission, 1865-1901.